# Шерер, Эрих
Эрих Шерер (нем. Erich Schärer, 1 сентября 1946, Цюрих, Швейцария) — швейцарский бобслеист, пилот, выступавший за сборную Швейцарии в начале 1970-х — середине 1980-х годов. Участник двух зимних Олимпийских игр, серебряный и бронзовый призёр Инсбрука, обладатель золотой и серебряной медалей Лейк-Плэсида, неоднократный чемпион Европы и мира.

## Биография
Эрих Шерер родился 1 сентября 1946 года в Цюрихе. Активно заниматься бобслеем начал в 1970 году, стал показывать неплохие результаты и в качестве пилота попал в сборную команду Швейцарии, с которой уже в 1971 году стал победителем среди четвёрок на мировом первенстве в Червинии. Всего за карьеру он четырнадцать раз занимал призовые места на чемпионатах мира, в том числе семь раз был первым, трижды вторым и четыре раза третьим. Кроме того, имеет в послужном списке три золотых медали с чемпионатов Европы, неоднократно становился призёром национальных первенств.
Будучи одним из ведущих бобслеистов сборной, в 1976 году Шерер отправился защищать часть страны на Олимпийские игры в Инсбрук, где со своей командой, куда также вошли разгоняющие Ульрих Бехли, Рудольф Марти и Йозеф Бенц, завоевал бронзу в программе двоек и серебро среди четвёрок. В том же составе они ездили на Игры 1980 года в Лейк-Плэсид, финишировали там первыми на двойке и вторыми на четырёхместном экипаже.
Несмотря на то, что с тех пор Эрих Шерер больше никогда не вызывался на Олимпиады, он продолжал выступать на высоком уровне и показывал вполне неплохие результаты. Так, на чемпионате мира 1986 года в Кёнигсзее спортсмен в возрасте сорока лет пополнил медальную коллекцию ещё одной золотой медалью. Вскоре после этой победы, тем не менее, принял решение уйти из профессионального бобслея, уступив место молодым швейцарским пилотам.